# 王家敕令骑兵

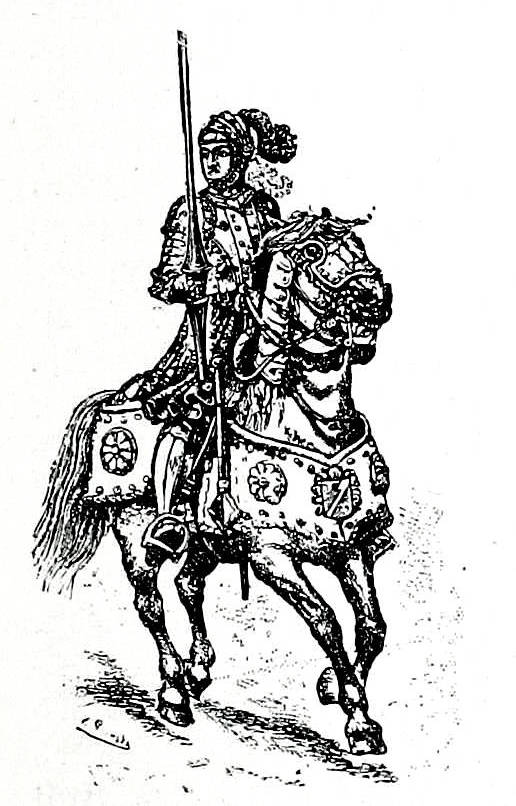
敕令骑士

王家敕令骑兵（法语：Compagnie d'ordonnance）是法兰西王国在百年战争后期（1439年起）建立的第一支国家常备军，被视为罗马帝国灭亡以来欧洲大陆上首支正式的常备军队。此制度确立于查理七世（Charles VII）统治时期，其出现旨在应对雇佣兵泛滥和军事动员效率低下等问题。

## 背景
在百年战争期间，法国依赖传统的封建征召制和自由佣兵，但这种体制在英军强势冲击下屡战屡败，且战后失业的佣兵（称为“剥皮者”，Écorcheurs）四处劫掠，严重破坏社会秩序。为遏制混乱，1439年法兰西三级会议（États généraux）通过法案，确立了国王对军事招募的专属权力，并设立“田赋”（taille）作为常备军的财政支持来源。

## 组织
每支王家敕令骑兵由约100支“装备齐全的骑枪队”（lances fournies）组成，每支骑枪队约含6人。其中仅4人视为战斗人员，但全员皆配备战马。最初的编制在1445年设有15支连，共约9,000人，至1483年发展为58支连、共24,000人。此外，1448年起又设立自由弓手（Francs-archers）作为补充，尽管成效有限。

## 历史意义
王家敕令骑兵标志着法国军制从封建征召制向中央集权式常备军转型，为后来法兰西王国强军打下基础。在卡斯蒂永战役（1453年）取得关键胜利，标志百年战争结束。
该制度延续至17世纪，逐步被宪兵制度（gendarmerie）取代。它不仅在军事上提升法国战斗力，也在国家治理和财政征税方面强化了王权。